# Bökelbergstadion
O Bökelbergstadion foi um estádio de futebol localizado em Mönchengladbach, Alemanha. O estádio foi a casa do Borussia Mönchengladbach antes do Borussia-Park ser construído em 2004. Tinha capacidade para 34.500 pessoas. A inauguração do estádio decorreu em 20 de setembro de 1919, sobre o nome de "Westdeutsches Stadion"; tendo o nome Bökelbergstadion sido estabelecido na década de 1960.
O estádio acabou sendo demolido em agosto de 2006 e a partir de 2007, o local serviu para residência de moradores.